# Adrian Lulgjuraj
Adrian Lulgjuraj (Ulcinj, Montenegro, 19 de agosto de 1980) é um cantor albanês nascido em Montenegro.
Em 2013, juntamente com Bledar Sejko, foi escolhido para representar a Albânia no Festival Eurovisão da Canção 2013 com a canção "Identitet" (cantado em albanês) composto por Bledar Sejko, que concorreu na 2ª semi-final e terminou em 15º lugar com 31 pontos, não conseguindo o apuramento para a final.

## Discografia
- 2012: "Identitet" (feat. Bledar Sejko)
- 2012: "Evoloj"
- 2011: "Të mori një detë"